# 吴琚

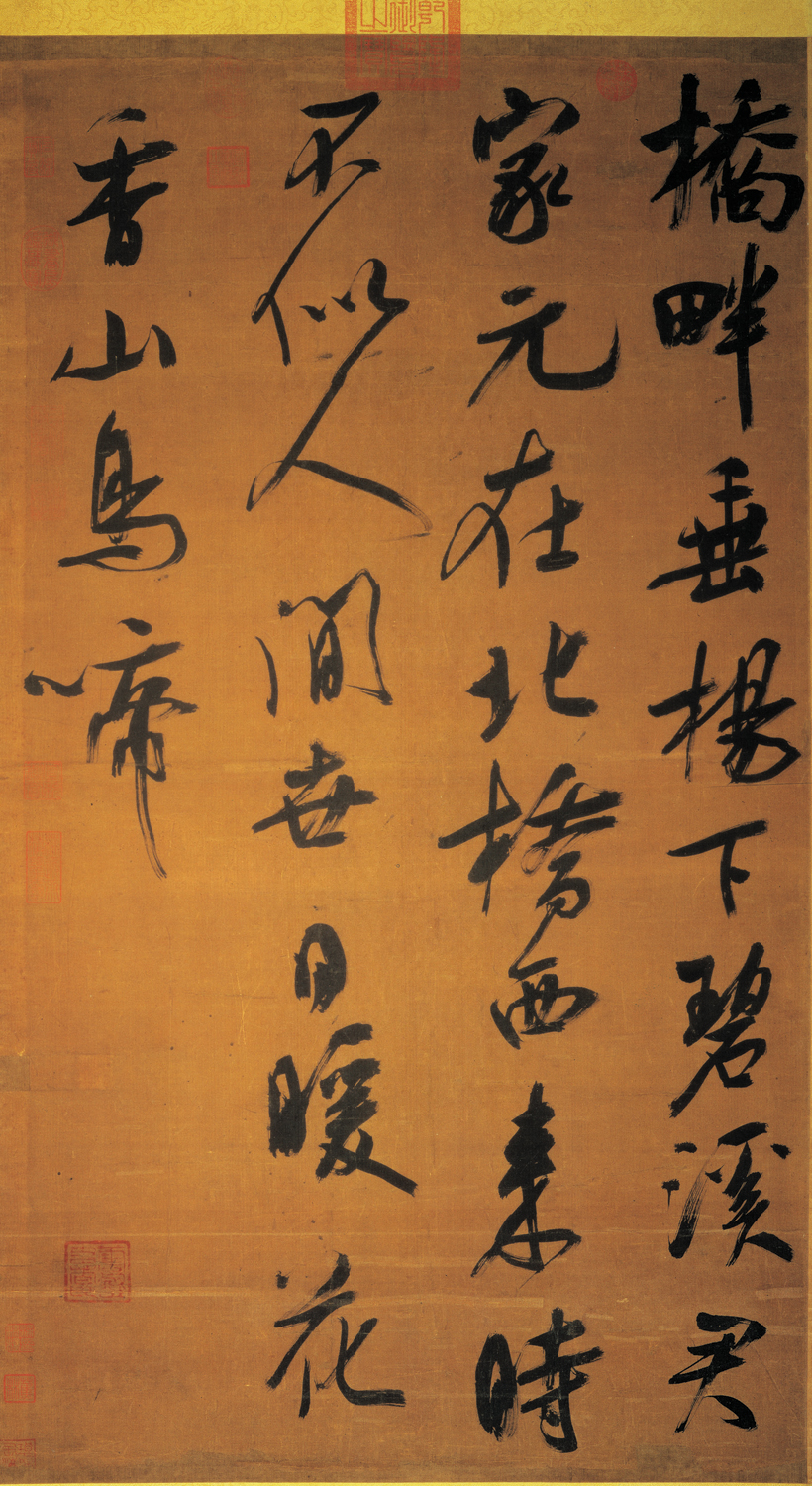
國立故宮博物院藏〈七言絕句〉（〈訪陳處士〉），縱98.6公分，橫55.3公分。

吳琚（約1154年—？），字居父，號雲壑，開封人，南宋書法家。出身外戚之後，性寡嗜好，能「惜名畏義，不以戚畹自驕」。

## 生平
生卒年不详。乾道九年（1173年）以恩蔭授臨安通判。曾官任司農少卿、敷文閣待制。寧宗時，知鄂州，再知慶元府。

## 成就
才氣橫出，精詩詞，工翰墨，正、行草體尤為所長。酷似米芾。著作有《雲壑集》。書法作品有〈碎錦帖〉、〈七言絕句〉（〈訪陳處士〉）傳世。鎮江北固山上鐫“天下第一江山”六字，亦其手書。

## 家族
父親吳益（1124～1171）是吳皇后之弟。
妻子邢氏。